# En Avant de Guingamp (női csapat)
Az En Avant de Guingamp Féminines egy francia női labdarúgócsapat Saint-Brieuc-ből. A Division 1 tagja.

## Klubtörténet
Az egyesület gyökerei 1973-ig vezethetőek vissza, amikor a korábbi háztartásigép-gyártó vállalat, a Chaffoteaux et Maury létrehozta a klubot és Saint-Brieuc Sports Chaffoteaux néven vett részt a Bretagne-i regionális bajnokságban. Az 1979–80-as szezonban léphettek pályára első alkalommal az első osztályban. Egészen az 1987–88-as idényig számottevő eredmény nélkül maradtak az élvonalban, ebben az évben viszont egészen az elődöntőig menetelt a csapat.
Az 1988–89-es idényben történelmi sikert értek el és tizenegyespárbajban múlták felül a Soyaux együttesét, megszerezve ezzel első bajnoki címüket. 1992-ben szintén eljutottak a fináléba, de ez alkalommal az FC Juvisy felülkerekedett rajtuk. 1999-ben a vállalat lemondott támogatásáról, ezért a gárda Saint-Brieuc Football Féminin néven folytatta szereplését.
A város férfi csapatához való 2004-es csatlakozáskor felvették a Stade Briochin nevet, de a várt eredmények elmaradtak és 2005-ben búcsúztak az élvonaltól. A feljutáshoz mindössze egy szezont kellett várni és 2007-től újból a legjobbak közé jutottak.
A 2011–12-es szezonban egyesültek az En Avant de Guingamp együttesével és a klub női szakosztályaként működnek a továbbiakban.

## Sikerlista
- Francia bajnok (1): 1988–89
- Francia bajnoki ezüstérmes (1): 1991–92
- Francia bajnoki bronzérmes (1): 1996–97
- Francia másodosztályú ezüstérmes (1): 2005–06

## Játékoskeret
2023. június 22-től
| #  |     | Poszt | Név                  |
| -- | --- | ----- | -------------------- |
| 1  | FRA | K     | Cindy Perrault       |
| 16 | FRA | K     | Laura Prieur         |
| 30 | FRA | K     | Marie-Morgane Sieber |
| 5  | FRA | V     | Maïwen Renard        |
| 13 | FRA | V     | Manon Revelli        |
| 15 | FRA | V     | Marine Perea         |
| 17 | FRA | V     | Grace Kazadi         |
| 19 | FRA | V     | Emmy Jézéquel        |
| 31 | FRA | V     | Lucie Jestin         |
| 3  | FRA | KP    | Enora Guillois       |
| 4  | CMR | KP    | Jeannette Yango      |
| 6  | FRA | KP    | Agathe Donnary       |
| 7  | MAR | KP    | Anissa Lahmari       |

| #  |     | Poszt | Név                   |
| -- | --- | ----- | --------------------- |
| 18 | FRA | KP    | Angel Gurhem          |
| 22 | FRA | KP    | Wassilah Pacaud       |
| 23 | FRA | KP    | Nina Richard          |
| 32 | FRA | KP    | Precious Edosa        |
| 33 | FRA | KP    | Noëlie Mendy          |
| 34 | FRA | KP    | Servane Blouin        |
| 9  | FRA | CS    | Sarah Cambot          |
| 10 | MLI | CS    | Aïssata Traoré        |
| 11 | FRA | CS    | Alison Peniguel       |
| 20 | FRA | CS    | Laurie Teinturier     |
| 25 | FRA | CS    | Marie-Charlotte Léger |
| 26 | FRA | CS    | Imane Tourris         |
| 35 | FRA | CS    | Sarah Keita           |

### Kölcsönben
| # |     | Poszt | Név                                      |
| - | --- | ----- | ---------------------------------------- |
|   | FRA | K     | Solène Durand (kölcsönben a Sassuolónál) |

## Korábbi híres játékosok
| - Camille Abily - Josette André - Ghislaine Baron - Joanna Beroudiaux - Justine Boivin - Elisabeth Bougeard-Tournon - Véronique Chasles - Manon Coquil - Dialamba Diaby - Callista Dubois - Arzhellen Dufrien - Solène Durand - Magalie Driant | - Audrey Février - Louise Fleury - Anne Gouëzel - Sonia Haziraj - Isabelle Le Boulch - Jeanne Le Bras - Marion Le Campion - Isabelle Le Denmat - Margaux Le Mouël - Eugénie Le Sommer - Héloïse Mansuy - Anaïs Martin - Marine Masson | - Griedge Mbock Bathy - Stéphanie Mellec - Audrey Perrin - Sophie Rissoan - Faustine Robert - Léa Sotier - Laura Brock - Luna Gevitz - Ótaki Ami - Sana Daoudi - Anissa Lahmari - Desire Oparanozie - Sally Julini |

## A klub vezetőedzői
- Josette André (–1986)
- Yvan Le Quéré (1989–2000)
- Samuel Aubry
- Stéphane Lucas
- Patricia Giroux (2006–2008)
- Sonia Haziraj (2009–2010)
- Adolphe Ogouyon (2010–2012)
- Olivier Moullac (2012–2013)
- Sarah M'Barek (2013–2018)
- Frédéric Biancalani (2018–2023)
- Mathieu Rufié (2023–)